# Prisioneiros de guerra japoneses na União Soviética

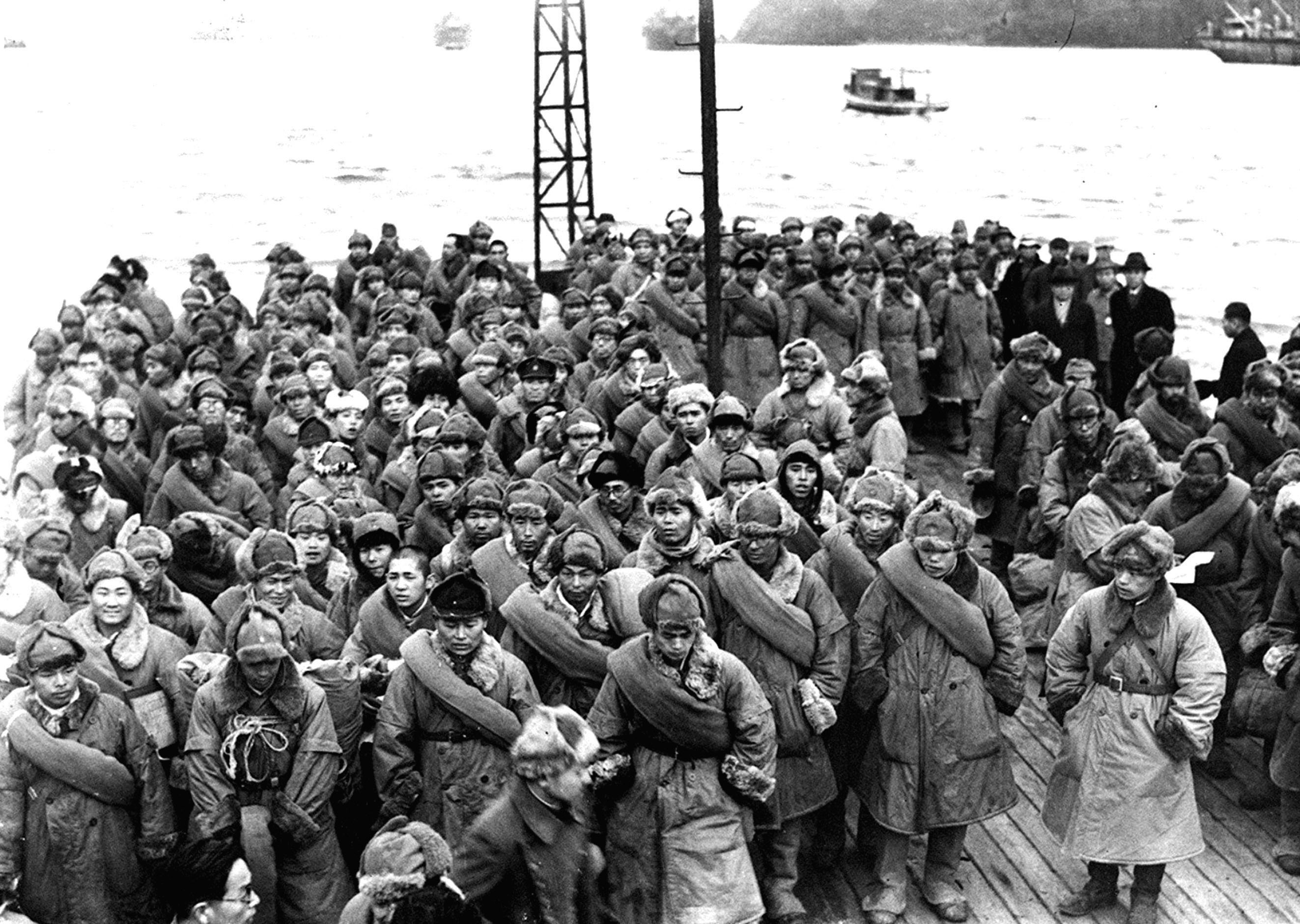
Soldados japoneses repatriados que retornam da Sibéria esperam para desembarcar de um navio em Maizuru, Prefeitura de Kyoto, Japão, em 1946

Após a Segunda Guerra Mundial, havia entre 560 mil e 760 mil japoneses na União Soviética e a Mongólia internados para trabalhar em campos de trabalho como prisioneiros de guerra. Destes, estima-se que entre sessenta mil e 347 mil morreram em cativeiro.
A maioria dos aproximadamente 3,5 milhões de forças armadas japonesas fora do Japão foram desarmadas pelos Estados Unidos e pelo Kuomintang Chinês e repatriadas em 1946. Os Aliados Ocidentais haviam capturado 35 mil prisioneiros japoneses entre dezembro de 1941 e 15 de agosto de 1945, ou seja, antes da capitulação japonesa A União Soviética mantinha os prisioneiros de guerra japoneses por muito mais tempo e os usava como força de trabalho escrava.

## História
A maioria dos japoneses mantidos na União Soviética não se considerava "prisioneiros de guerra" e se referia a "internos", porque voluntariamente entregaram as armas após a capitulação oficial do Japão, ou seja, após o final de o conflito militar. O número de prisioneiros japoneses capturados em combate era muito pequeno.
Após a derrota do Exército Kwantung na Manchúria, os prisioneiros de guerra japoneses foram enviados da Manchúria, Coreia, Sacalina do Sul e Ilhas Curilas para o Krai de Primorski, Krai de Khabarovsk, Krai de Krasnoyarsk, Cazaquistão (província do Cazaquistão do Sul e província de Zhambyl), ASSR do Buryat-Mongol e República Socialista Soviética do Uzbequistão. Em 1946, 49 campos de trabalho para prisioneiros de guerra japoneses sob a administração do GUPVI abrigavam cerca de quinhentos mil pessoas. Além disso, havia dois campos para os condenados por vários crimes. Os presos foram agrupados em unidades de mil pessoas. Alguns civis japoneses, homens e mulheres, além de coreanos também foram presos quando não havia soldados suficientes para encher uma unidade.
O tratamento dos prisioneiros de guerra japoneses foi, em conformidade com o Decreto n.º 3 do Comité de Defesa do Estado da URSS. 9898cc: "Sobre a recepção, alojamento e utilização de mão-de-obra dos prisioneiros de guerra do exército japonês" datado de 23 de Agosto de 1945.
Um número significativo de japoneses foi designado para a construção da linha ferroviária principal de Baikal-Amur (mais de duzentas mil pessoas), em oito campos, em Komsomolsk-on-Amur (dois campos, para duas filiais ferroviárias), Sovetskaya Gavan, estação ferroviária Raychikha (Khabarovsk Krai), estação ferroviária de Izvestkovaya (Khabarovsk Krai), Krasnaya Zarya (Oblast de Tchita), Taishet e Novo-Grishino (Oblast de Irkutsk).
O repatriamento de prisioneiros de guerra japoneses começou em 1946.
| ano  | número liberado | notas                      |
| ---- | --------------- | -------------------------- |
| 1946 | 18 616          |                            |
| 1947 | 166 240         |                            |
| 1948 | 175 000         |                            |
| 1949 | 97 000          | 971 transferido para a RPC |
| 1950 | 1 585           | restando 2 988 na URSS     |

A partir de 1949, houve relatos de que os retornados não cooperavam e eram hostis ao retornar ao Japão, devido à propaganda comunista a que haviam sido submetidos durante a prisão. Esses incidentes resultaram no público japonês ganhando uma percepção mais negativa dos soldados que retornavam e aumentaram a hostilidade do Comandante Supremo das Forças Aliadas em relação à Esquerda no Japão.
Os que ficaram depois de 1950 foram detidos por terem sido condenados por vários crimes. A libertação dessas pessoas continuou em 1953, sob várias anistias, e o último grande grupo de 1 025 prisioneiros de guerra japoneses foi lançado em 23 de dezembro de 1956. A partir de então, alguns prisioneiros de guerra japoneses foram libertados em pequenos grupos, incluindo aqueles que só retornariam na década de 1990 após o colapso da União Soviética. Alguns prisioneiros japoneses mantidos por décadas, que já haviam se casado e constituído famílias, optaram por não retornar permanentemente ao Japão.
Hoje existem cerca de sessenta associações de ex-internos japoneses e membros de suas famílias. A União Soviética não forneceu as listas de prisioneiros de guerra e não permitiu que seus parentes que morreram em cativeiro visitassem seus locais de sepultamento. Isso se tornou possível após a dissolução da União Soviética.

## Internados japoneses e russos
O historiador S. Kuznetsov, reitor do Departamento de História da Universidade Estadual de Irkutsk, um dos primeiros pesquisadores do tópico, entrevistou milhares de ex-internos e chegou à seguinte conclusão:
"Internamento da Sibéria" (o termo japonês) foi um fenômeno único e paradoxal. Muitos deles têm lembranças nostálgicas e sentimentais desse período de suas vidas. Em suas memórias e lembranças, eles faziam uma distinção entre a atitude da máquina estatal soviética e o povo russo comum. Ao contrário dos alemães, os japoneses não estavam associados na percepção dos russos com atrocidades nazistas na terra russa, embora inicialmente a atitude dos russos fosse hostil, sob a influência da propaganda soviética. Além disso, as relações românticas entre internadas japonesas e mulheres russas não eram incomuns. Por exemplo, na cidade de Kansk, Krasnoyarsk Krai, cerca de cinquenta japoneses casaram com moradores locais e ficaram. Os japoneses notaram a pobreza geral da população russa. Eles também encontraram os soviéticos nos campos de prisioneiros abundantes na Sibéria na época e adquiriram uma boa compreensão do sistema soviético. Todos eles recordam a doutrinação ideológica durante os "estudos obrigatórios da democracia" diários, mas apenas um número muito pequeno deles adotou o comunismo.
No entanto, muitos dos presos não compartilham as opiniões de Kuznetsov e mantêm lembranças negativas de terem sido roubados de bens pessoais, e a brutalidade do pessoal do campo, invernos rigorosos e trabalho escravo exaustivo. Um desses críticos é Haruo Minami, que mais tarde se tornou um dos cantores mais famosos do Japão. Minami, por causa de suas duras experiências no campo de trabalho, tornou-se um conhecido anticomunista.
A maioria dos japoneses foi capturada na Manchúria ocupada pelos soviéticos (nordeste da China) e levada para campos de prisioneiros de guerra soviéticos. Muitos japoneses morreram enquanto estavam detidos nos campos de prisioneiros de guerra; as estimativas do número dessas mortes variam de sessenta mil, com base nas mortes certificadas pela URSS, a 347 mil (a estimativa do historiador americano William F. Nimmo, incluindo 254 mil mortos e 93 mil desaparecidos), com base no número de militares japoneses e auxiliares civis registrado na Manchúria no momento da rendição que não retornou ao Japão posteriormente. Alguns permaneceram em cativeiro até dezembro de 1956 (onze anos após a guerra) antes de serem autorizados a retornar ao Japão. A grande disparidade entre os registros de morte soviéticos e o número de japoneses desaparecidos sob ocupação soviética, bem como o paradeiro dos restos mortais de prisioneiros de guerra, ainda são motivos de contenção política e diplomática, pelo menos no lado japonês.
De acordo com o mapa formulado pela combinação de dois mapas, publicados pelo antigo Ministério da Saúde e Bem-Estar e o atual Ministério do Trabalho, Saúde e Bem-Estar do governo japonês, havia mais de setenta campos de trabalhos forçados para os prisioneiros de guerra japoneses no interior da União Soviética:
Devido à dificuldade em recuperar registros formais do governo da URSS, os dados numéricos são baseados em relatórios obtidos de ex-prisioneiros de guerra e em outros lugares pelo ex-Ministério da Saúde e Bem-Estar e pelo atual Ministério do Trabalho, Saúde e Bem-Estar do governo japonês. O governo japonês está desenterrando os restos mortais dos prisioneiros de guerra japoneses que morreram na URSS; mais dados podem ser previstos, por exemplo, em sites como http://www.mhlw.go.jp/seisaku/2009/11/01.html "Investigação de registros de pessoas falecidas durante a detenção na Sibéria". (Ministério do Trabalho, Saúde e Relatórios de Políticas de Bem-Estar 2009.)

## Ex-internados japoneses hoje
Várias associações de ex-internos buscam compensação pelo tratamento em tempo de guerra e por pensões do governo japonês. Um apelo à Comissão de Direitos Humanos diz:
O Japão tinha uma responsabilidade moral e legal de compensar as vítimas de sua agressão, mas o governo japonês até agora se recusara a indenizar os ex-prisioneiros de guerra por seu período de trabalho forçado na Sibéria, apesar de ter feito concessões a prisioneiros de outras regiões. Os veteranos haviam processado o governo japonês em 1981 por indenização e acabaram recebendo certificados de trabalho do governo russo, conforme solicitado pelo tribunal, mas seu recurso foi rejeitado.— 56ª sessão do Conselho Econômico e Social da Comissão de Direitos Humanos da ONU, 13 de abril de 2000
Aqueles que escolheram ficar na Rússia e finalmente decidiram voltar tiveram que lidar com uma burocracia japonesa significativa. Um grande problema é a dificuldade em fornecer a confirmação documental de seu status. Toshimasa Meguro, um ex-prisioneiro de guerra de 77 anos, foi autorizado a visitar o Japão em 1998. Ele serviu oito anos de campos de trabalho e após a libertação foi ordenado a permanecer na Sibéria.
Tetsuro Ahiko é o último prisioneiro de guerra japonês restante que vive no Cazaquistão.

## Pesquisa na Rússia
Pesquisas sobre a história dos prisioneiros de guerra japoneses só foram possíveis na Rússia desde a segunda metade da década de 1980, com o glasnost e a dissolução da União Soviética. Até esse momento, a única informação pública sobre quaisquer prisioneiros de guerra da Segunda Guerra Mundial capturados pela União Soviética era um número de prisioneiros. Depois de abrir os arquivos soviéticos secretos, o verdadeiro escopo do trabalho dos prisioneiros de guerra na União Soviética ficou conhecido e o tópico foi discutido na imprensa.
Os prisioneiros de guerra japoneses tornaram-se o assunto dos historiadores da Sibéria e do Extremo Oriente russo, que obtiveram acesso a arquivos locais da NKVD/MVD e CPSU. Várias dissertações de kandidat (PhD) foram apresentadas sobre prisioneiros de guerra soviéticos em várias regiões. Em 2000, foi publicada uma coleção fundamental de documentos relacionados a prisioneiros de guerra na URSS, que continham informações significativas sobre o japonês.
Nos anos 2000, vários livros sobre prisioneiros de guerra japoneses foram publicados na Rússia.
Cerca de duas mil memórias de prisioneiros de guerra japoneses na União Soviética foram publicadas no Japão.

## Legado
Em 2015, os registros de internação e repatriamento foram registrados como Memória do Mundo da UNESCO sob o título "Retorno ao porto de Maizuru - documentos relacionados às experiências de internamento e repatriamento de japoneses (1945-1956)".

## Em ficção
O romancista japonês Toyoko Yamasaki escreveu o romance Fumō Chitai de 1976, sobre um oficial do Exército Imperial capturado na Manchúria, seu cativeiro e retornando ao Japão para se tornar um empresário. Isso foi transformado em filme e em dois dramas televisivos.
Uma dramatização de experiências como prisioneiro de guerra soviético faz parte da parte final da trilogia épica de filmes The Human Condition, de Masaki Kobayashi.
Kiuchi Nobuo relatou suas experiências sobre campos soviéticos em seu The Notes of Japanese soldier na série de quadrinhos on-line da URSS.
O filme sul-coreano de 2011 My Way também mostra o tratamento de japoneses e coreanos recrutados por japoneses em campos de prisioneiros de guerra soviéticos.